# Isaac Newton Lewis
Isaac Newton Lewis (ur. 12 października 1858 w New Salem, stan Pennsylvania, zm. 9 listopada 1931 w Hoboken w stanie New Jersey) – amerykański konstruktor broni strzeleckiej.
W 1884 roku ukończył Akademię Wojskową West Point i rozpoczął służbę w artylerii. Następnie rozpoczął pracę nad konstruowaniem wojskowej broni lufowej.  
Opracował szereg elektrycznych urządzeń odpalających do dział. W 1911 skonstruował karabin maszynowy Lewis wz. 15 oraz Lewis wz. 16. Służbę wojskową zakończył w 1913 roku w stopniu pułkownika artylerii. Następnie wyjechał do Europy i założył fabrykę broni w Liège. Po wybuchu I wojny światowej przeniósł fabrykę do Wielkiej Brytanii, gdzie połączył ją z Birmingham Small Arms Company.